# Tadeusz Wroński
Tadeusz Wroński (ur. 1 kwietnia 1915 w Warszawie, zm. 15 stycznia 2000 tamże) – polski skrzypek, pedagog.

## Życiorys
Syn Józefa. W wieku siedmiu lat rozpoczął naukę gry na skrzypcach, od 1930 był uczniem prof. Józefa Jarzębskiego. W 1934 zdał maturę w gimnazjum im. Stanisława Staszica w Warszawie. W 1939 ukończył z odznaczeniem klasę skrzypiec w Konserwatorium Warszawskim.
Po wojnie, w 1945 wznowił działalność zawodową, będąc współzałożycielem i pierwszym koncertmistrzem Filharmonii Bałtyckiej w Sopocie. W 1947 wyjechał na dwuletnie stypendium do Belgii, gdzie ukończył z wyróżnieniem (Premiere Prix) Conservatoire Royale de Musique w Brukseli pod kierunkiem prof. André Gertlera. W 1949 został zastępcą profesora w Konserwatorium Warszawskim. Koncertował w Europie i w Azji. W 1955 otrzymał wyróżnienie Podkomitetu Literatury i Sztuki Nagrody Państwowej za działalność artystyczną i pedagogiczną w minionym 10-leciu. W 1965, jako profesor nadzwyczajny Akademii Muzycznej w Warszawie, wyjechał do USA, gdzie był wieloletnim wykładowcą Indiana University School of Music w Bloomington w USA. W latach 1973–1975 był rektorem Akademii Muzycznej w Warszawie. Dokonał licznych nagrań płytowych, radiowych i telewizyjnych w Polsce i poza jej granicami. Był cenionym autorem licznych wydawnictw skrzypcowych oraz prac z zakresu pedagogiki muzycznej.
Twórca Instytutu Pedagogiki Muzycznej w Warszawie. Współzałożyciel Stowarzyszenia Polskich Artystów Muzyków i Stowarzyszenia Polskich Artystów Lutników. Honorowy członek Stowarzyszenia Japońskich Pedagogów Smyczkowych.
W 1993 otrzymał tytuł doktora honoris causa Uniwersytetu Muzycznego Fryderyka Chopina w Warszawie.
Zmarł w Warszawie, pochowany na cmentarzu Powązkowskim (kwatera 215-1-17).

## Ordery i odznaczenia
- Krzyż Kawalerski Orderu Odrodzenia Polski (11 lipca 1955)[7]
- Medal 10-lecia Polski Ludowej (19 stycznia 1955)[8]

## Juror
Tadeusz Wroński był jurorem podczas wielu konkursów skrzypcowych, lutniczych i muzyki kameralnej, m.in.:
- Konkursu im J.S. Bacha w Lipsku
- Konkursów Henryka Wieniawskiego w Poznaniu
- Konkursów Lutniczych i Kameralistycznych w Liège
- Konkursów im. Carla Nielsena w Odense

## Pisarz
Tadeusz Wroński jest autorem publikacji o technice gry skrzypcowej, zagadnieniach kształcenia młodych skrzypków oraz książek o duchowej drodze artysty:
- Zagadnienia gry skrzypcowej - Intonacja, Aparat gry, Technologia gry skrzypcowej, Palcowanie
- Studium edytorskie o sonatach i partitach J.S.Bacha
- Zdolni i niezdolni
- O czym nie ma czasu mówić na lekcjach
- Magia życia
- Artysta w krainie myśli
- Resztki z mojej szuflady

## Szachista
Tadeusz Wroński był wielkim miłośnikiem gry w szachy. Zajmował się kompozycją szachową, tj. układaniem zadań szachowych. Specjalizował się w szachach bajkowych, w których hetman ma możliwość poruszania się także ruchem skoczka.

## Film
1959 – Biały niedźwiedź - skrzypek

## Konkursy na Skrzypce Solo im. Tadeusza Wrońskiego
Od 1990 roku w Warszawie odbywają się Konkursy na Skrzypce Solo Tadeusza Wrońskiego, początkowo jako konkursy krajowe, od 1995 roku – międzynarodowe:
- 1990 – Pierwszy Konkurs na Skrzypce Solo Tadeusza Wrońskiego
- 1992 – Drugi Konkurs na Skrzypce Solo Tadeusza Wrońskiego
- 1995 – Trzeci Konkurs na Skrzypce Solo Tadeusza Wrońskiego (I międzynarodowy)
- 1997 – Czwarty Konkurs na Skrzypce Solo Tadeusza Wrońskiego (II międzynarodowy)
- 2000 – Piąty Konkurs na Skrzypce Solo Tadeusza Wrońskiego (III międzynarodowy)
- 2004 – Szósty Konkurs na Skrzypce Solo Tadeusza Wrońskiego
- 2009 – Siódmy Konkurs na Skrzypce Solo Tadeusza Wrońskiego

W Państwowej Szkole Muzycznej I i II stopnia im. prof. Tadeusza Wrońskiego w Tomaszowie Mazowieckim od 2006 co 2 lata odbywają się Młodzieżowe Konkursy na Skrzypce Solo im. Tadeusza Wrońskiego. Przewodniczącym jury jest Krzysztof Jakowicz. W 2012 odbyła się czwarta edycja Konkursu.

## Fundacja SKRZYPCE im. Tadeusza Wrońskiego
Od 2007 roku działa Fundacja SKRZYPCE im. Tadeusza Wrońskiego, wspierająca rozwój młodych skrzypków i popularyzująca muzykę poważną w Polsce i na świecie.